# Penny dreadful

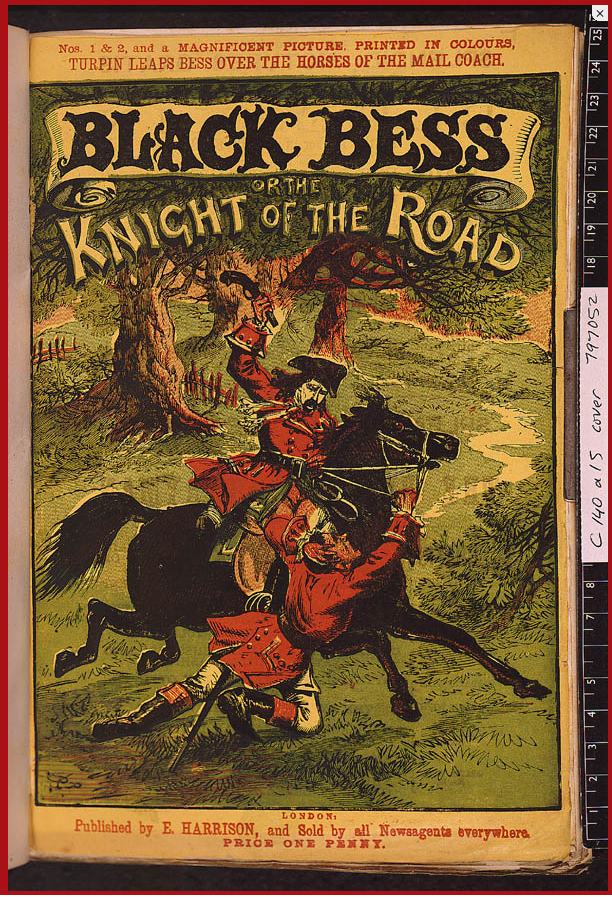
Black Bess; or, The Knight of the Road. Un conte romantitzat de Dick Turpin: un tema popular en la ficció. Circa 1860

Penny dreadfuls eren publicacions en sèrie populars barates produïdes durant el segle xix al Regne Unit. El terme "penny" en sentit pejoratiu és intercanviable per "cèntim horrible", "cèntim horrible", o "cèntim de sang". Les publicacions penny dreadful normalment es referien a una història publicada en parts setmanals, que costaven cadascuna un cètim. El tema d'aquestes històries era típicament sensacionalista, centrat en les gestes de detectius, criminals o entitats sobrenaturals. Publicat per primera vegada a la dècada de 1830, els penny dreadfuls presentaven personatges com Sweeney Todd, Dick Turpin i Varney el vampir. The Guardian va descriiure "penny dreadfuls" com "el primer gust britànic de la cultura popular produïda en massa per als joves".
Si bé el terme "penny dreadful" s'utilitzava originalment en referència a un tipus específic de literatura que circulava a Gran Bretanya en època victoriana, va arribar a abastar una gran varietat de publicacions que presentaven ficció sensacional barata, com ara llibres de contes i llibretes de "biblioteques". Els penny dreadful es van imprimir en paper de pasta de fusta barata i anaven dirigits a homes joves de classe treballadora. Es van vendre més d'un milió de publicacions a la setmana, però a la dècada de 1890 la popularitat dels penny dreadful va ser contestada per l'augment de literatura competidora, sobretot les publicacions de mig cèntim publicades per Alfred Harmsworth.

## Orígens
Les publicacions sobre delictes es venien habitualment a les execucions públiques del Regne Unit als segles xviii i xix. I sovint eren produïts per impremtes que s'especialitzaven en els quals. Normalment s'il·lustraven amb una imatge crua del crim, un retrat del criminal o una xilografia genèrica d'un penjat. Hi hauria un relat escrit del crim i del judici i, sovint, la confessió de culpabilitat del penal. Un vers de doggerel advertint a altres que no seguissin l'exemple de la persona executada per evitar el seu destí, era també altre dels elements habituals.
En l'època victoriana Gran Bretanya va experimentar canvis socials que van provocar un augment de l'alfabetització. Amb l'augment del capitalisme i la industrialització, la gent va començar a gastar més diners en entreteniment, contribuint a la popularització de la novel·la. La millora de la impressió va donar lloc a diaris com The Spectator de Joseph Addison i The Tatler de Richard Steele i a Anglaterra que reconeix més plenament el concepte singular de la lectura com a forma d'oci; era, per si mateixa, una nova indústria. Altres canvis significatius van incloure la industrialització i la capacitat de desplaçament a través de la invenció de vies, motors i la distribució ferroviària corresponent (el primer ferrocarril públic, Stockton i Darlington Railway, inaugurat el 1825). Aquests canvis van crear un mercat per a la literatura popular barata i la seva capacitat de circular a gran escala. Les primèries sèries de penny dreadful es van publicar a la dècada de 1830 per satisfer aquesta demanda. Entre el 1830 i el 1850 hi havia fins a 100 editorials de penny dreadful, a més de moltes revistes que abarcaven el gènere. Les sèries tenien un preu assequible per als lectors de classe treballadora i eren considerablement més barates que les novel·les serialitzades d'autors com Charles Dickens, que costava un xilínig (dotze centaus) cada part.

## Arguments

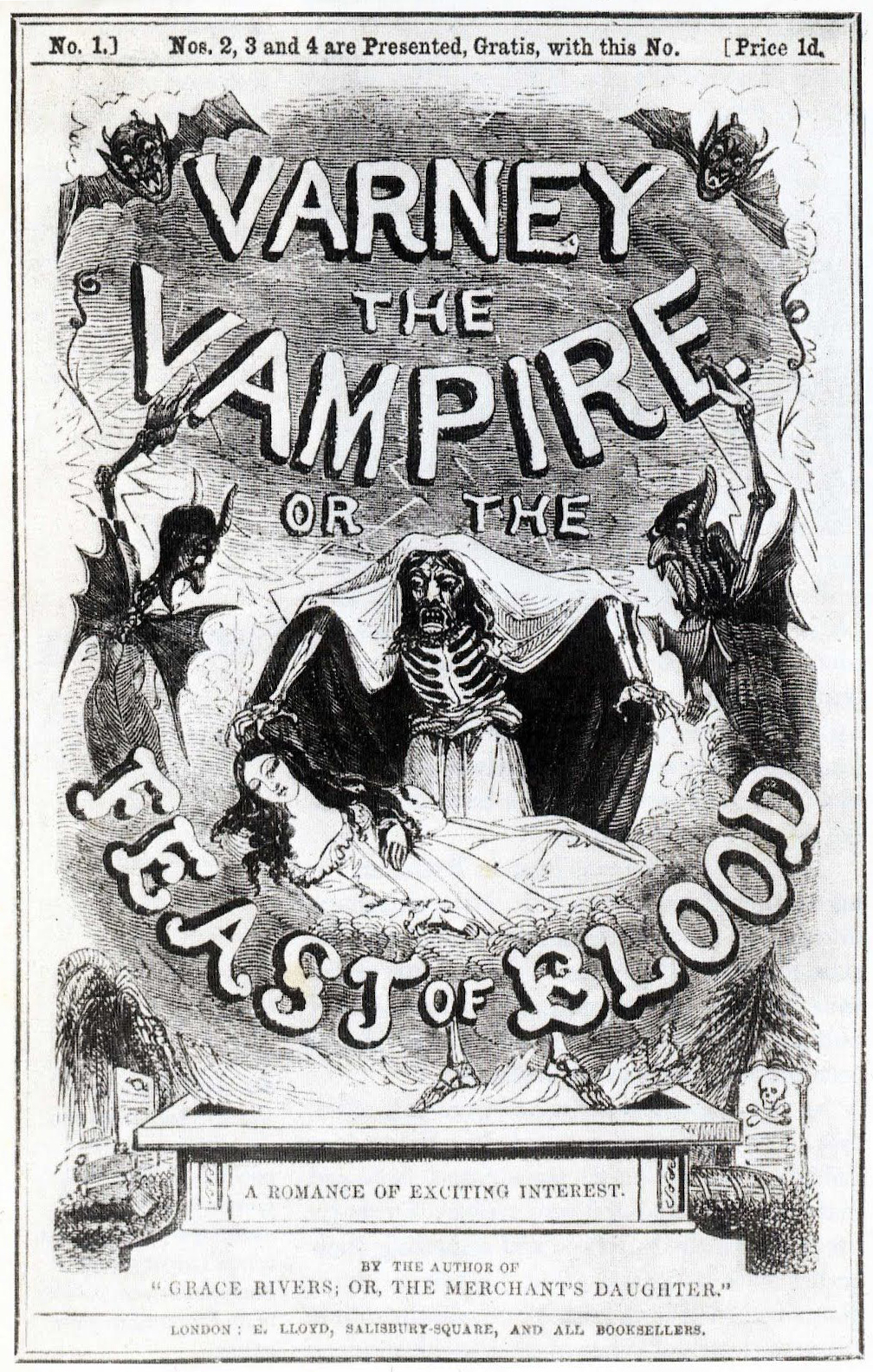
Portada d'una publicació de Varney the Vampire (1845)

Les històries van ser reeditades, o de vegades reescrites, dels primers thrillers gòtics com El castell d'Otranto o El monjo, així com de noves històries sobre delinqüents famosos. El primer Penny Blood, publicat el 1836, es deia Lives of the Most Notorious Highwaymen, Footpads, &c. La història va continuar amb més de 60 números, cadascun amb vuit pàgines de text ben empaquetat amb una il·lustració de mitja pàgina. Algunes de les històries breus més famoses van ser The String of Pearls: A Romance (presentació de Sweeney Todd, "The Demon Barber of Fleet Street "), The Mysteries of London (inspirada en la sèrie francesa The Mysteries of París), i Varney el vampir (1845–47). Varney és la història del vampir Sir Francis Varney i va introduir molts de tropes presents en la ficció de vampirs reconeixibles per al públic modern; va ser la primera història que es referia a les dents esmolades per a un vampir.
Els homes de la carretera eren herois populars; Black Bess or the Knight of the Road, que descrivia les gestes en gran part imaginàries del carreter anglès de la vida real, Dick Turpin, va continuar durant 254 episodis i va superar les 2.000 pàgines. Turpin no va ser executat fins a la pàgina 2.207. Algunes històries terribles pretenien basar-se en fets: Spring-Heeled Jack era el que ara anomenaríem un llegenda urbana. El primer "albirament" d'ell va ser el 1837 i es va descriure que tenia un aspecte terrorífic i espantós, amb una fesomia diabòlica, mans i ulls arpenetrants pes que "s'assemblaven a boles de foc vermelles". Va ser vist principalment a Londres, però va aparèixer en altres llocs i sembla que va ser una font de fascinació pel terror durant diverses dècades. A l'altura de la histèria de Spring-Heeled Jack, diverses dones van informar que havien estat atacades per un monstre amb ulls penetrants que s'assemblaven flames blaves. L'últim "albirament" va ser a Liverpool el 1904. Altres sèries eren plagis de la literatura popular contemporània poc dissimulades. L'editor Edward Lloyd, per exemple, va publicar una sèrie de sèries de penny dreadfuls amb gran èxit derivades de les obres de Charles Dickens, com Oliver Twiss i Nickelas Nicklebery.

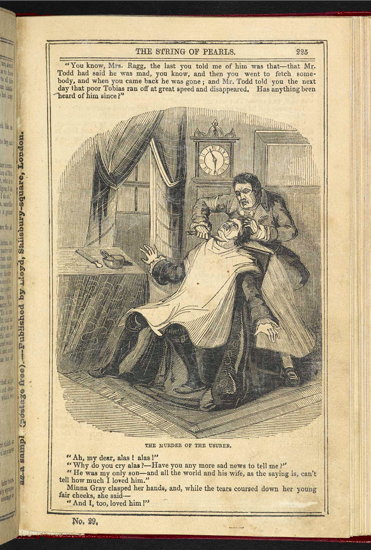
Sweeney Todd assassina una víctima a La cadena de perles (1846–47)

La il·lustració que apareixia al començament de cada número era una part integral de l'atractiu d'aquestes publicacions, sovint actuava com a prèvia del relat. Com va dir un lector: "Veu que hi ha un gravat d'un home penjat, que cremava sobre un foc, i alguns es tornarien bojos si no poguessin aprendre... tot sobre ell". No és d'estranyar que el crit d'un editor als seus il·lustradors fos "més sang - molta més sang!".
Els nois de la classe treballadora que no es podien permetre un cèntim a la setmana sovint formaven clubs que repartien el cost, passant els febles fulletons de lector a lector. Altres joves emprenedors recopilarien diverses parts consecutives i després llogarien el volum a amics. El 1866 es va introduir Boys of England com un nou tipus de publicació, una revista de vuit pàgines que contenia històries en sèrie, així com articles i curts d'interès. Ràpidament van seguir nombrosos competidors, amb títols com Boys 'Leisure Hour, Boys' Standard, Young Men of Great Britain, etc. Com que el preu i la qualitat d'altres tipus d'obres de ficció eren els mateixos, aquestes també caigueren sota la definició general de penny dreadfuls.
Aparegudes a la dècada de 1860, les novel·les dime novels es van editar i reescriure per a un públic britànic. Aquests van aparèixer en forma de fulletó, com ara la Boy's First Rate Pocket Library. Frank Reade, Buffalo Bill i Deadwood Dick eren populars entre el públic d'aquests relats de terror.
Els penny dreadfuls van tenir una gran influència, ja que eren, en paraules d'un comentarista, "la forma més atractiva i de baix preu de lectura escapista disponible per als joves ordinaris, fins a l'arribada a principis de la dècada de 1890 dels diaris de baix cost del magnat Alfred Harmsworth a l'estil 'halfpenny dreadfuller'". En realitat, les novel·les en sèrie eren sobredramàtiques i sensacionalistes, però generalment inofensives. En tot cas, les novel·les penny dreadfuls, tot i que òbviament no són les més esclaridores ni inspiradores de les seleccions literàries, van donar lloc a joves cada vegada més alfabetitzats en el període industrial. Tanmateix, l'àmplia difusió d'aquesta literatura sensacionalista va contribuir a tenir cada vegada més pànic al crim a la Gran Bretanya victoriana.

## Declivi

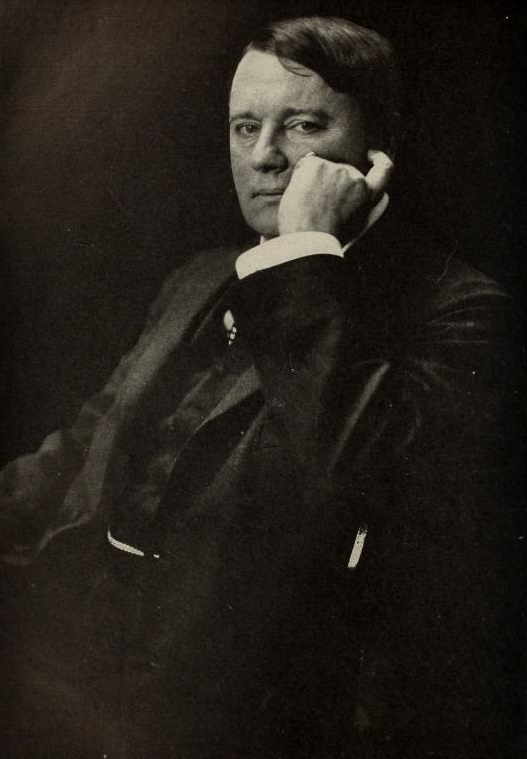
El magnat editorial britànic Alfred Harmsworth va desenvolupar un periodisme popular destinat a la classe treballadora

La popularitat dels relats penny dreadful va ser desafiada a la dècada de 1890 per l'augment de la literatura de la competència. Al capdavant del repte hi havia les publicacions periòdiques populars publicades per Alfred Harmsworth. Amb un preu de mig cèntim, les publicacions de Harmsworth eren més econòmiques i, almenys inicialment, eren més respectables que la competència. Harmsworth va afirmar estar motivat per un desig de desafiar la perniciosa influència dels penny dreadfuls. Segons un editorial del primer número de The Half-penny Marvel el 1893:
Els magistrats tenen gairebé tots els dies la presència de nois que, després d'haver llegit una sèrie de “dreadfuls”, van seguir els exemples exposats en aquestes publicacions, van robar els seus empresaris, van comprar revòlvers amb els ingressos i van acabar fugint de casa, i instal·lant-se als carrers posteriorment com a "homes de carrer". Aquest i molts altres mals són responsabilitat dels "penny dreadfuls". Fa lladres de la pròxima generació i, per tant, ajuda a omplir les nostres masmorres.
The Half-penny Marvel aviat va ser seguida per altres publicacions periòdiques de Harmsworth, com The Union Jack i Pluck. Al principi, les històries eren relats morals amb molta mentalitat, segons els informes basats en experiències reals, però no va passar molt de temps abans que aquests treballs van començar a utilitzar el mateix tipus de material que les publicacions contra les quals competien. AA Milne, l'autor de Winnie the Pooh, va dir una vegada: "Harmsworth va matar els penny dreadfuls pel simple procés de producció dels 'ha'penny dreadfuller'" o relats més alegres. No obstant això, la qualitat de les publicacions de Harmsworth/Amalgamated Press va començar a millorar a principis del segle xx. En el moment de la Primera Guerra Mundial, publicacions com Union Jack dominaven el mercat al Regne Unit.
Els penny dreadfuls també van ser desafiats per sèries de llibres com The Penny Library of Famous Books, llançada el 1896 per George Newnes, que va caracteritzar com a "delícies penny" destinades a contrarestar els efectes perniciosos dels penny dreadfuls, així com Penny Popular Novels que es publicà el 1896 per WT Stead.

## Llegat

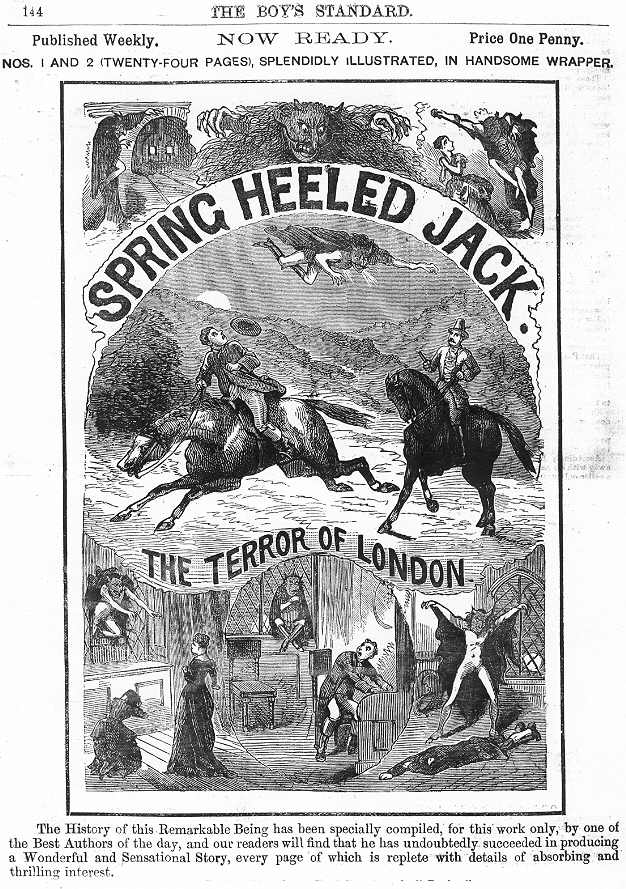
Anunci d'un penny dreadful el 1886 sobre Spring Heeled Jack, "el terror de Londres"

Una creixent cultura del consumidor, un augment de les taxes d'alfabetització, la industrialització i la invenció del ferrocarril (que permetia la distribució massiva), van crear un nou mercat de literatura popular barata per a les masses, i la seva capacitat de difusió a gran escala. Penny dreadfuls es van crear a la dècada de 1830 per satisfer aquesta demanda. The Guardian va descriure els penny dreadfuls com el "primer gust britànic de la cultura popular produïda en massa per als joves" i "l'equivalent victorià dels videojocs". Es venien més d'un milió de publicacions periòdiques per a nois a la setmana.
Dos personatges populars que van sortir dels temibles penny van ser Jack Harkaway, introduït a Boys of England el 1871, i Sexton Blake, que va començar the Half-penny Marvel el 1893. El 1904, Union Jack es va convertir en el "Sexton Blake's own paper", i va aparèixer en tots els números posteriorment, fins a la desaparició del periòdic el 1933. En total, Blake va aparèixer en aproximadament 4.000 aventures, fins als anys setanta. Harkaway també era popular a Amèrica i tenia molts imitadors.
El fictici Sweeney Todd, objecte d'un èxit musical de Stephen Sondheim i d'un llargmetratge de Tim Burton, també va aparèixer per primera vegada en un penny dreadful de 1846/1847 titulat The String of Pearls: A Romance de James Malcolm Rymer i Thomas Peckett Prest.
Els penny dreadfuls van inspirar els còmics britànics que van començar a sorgir a la dècada de 1870. Descrivint els penny dreadfuls com un fenomen britànic del segle xix, la BBC va afegir a més que "malgrat que eren molt fàcils d'aconseguir (el preu de la portada de la promoció dels fulletons significava que s'imprimia en un paper excepcionalment feble), avui dia és rar trobar-los a causa de la seva fragilitat física del paper, i això ha convertit els exemplars supervivents en una raresa, malgrat la seva immensa popularitat en aquell moment".
Alguns articles que han rebut el nom d'aquest tema inclouen una cançó anomenada "Penny Dreadfuls" per Animal Collective, la revista literària irlandesa The Penny Dreadful i Penny Dreadful, i una sèrie de televisió de terror de Showtime ambientada a l'Anglaterra victoriana.
Van ser referits en un llibre de àngles que es diu Burlington English de 3r d'eso.